# Žižginskij
Žižginskij (in russo Жижгинский?) è un'isola del mar Bianco. Amministrativamente fa parte del Primorskij rajon dell'Oblast' di Arcangelo, nel Circondario federale nordoccidentale, in Russia.

## Geografia
L'isola è situata a nord della penisola di Onega, a 4,4 km da capo Uchtnavolok (мыс Ухтнаволок). Si trova 40 km a est delle isole Soloveckie. Žižginskij ha un'area di circa 5 km², il rilievo è collinare e ci sono tre laghi d'acqua dolce.
Sull'isola si trova villaggio il di Žižgin (Жижгин), c'è un faro operativo, costruito nel 1841, e una stazione meteorologica. D'estate, intorno all'isola, vengono estratte dal mare alghe del genere Laminaria.

### Flora e fauna
La vegetazione dell'isola è tipica della tundra. Ci sono piccoli boschi di betulla, pioppo tremulo, ontano e, in una quantità minore, di pino. L'isola è ricca di frutti di bosco (mirtilli rossi, mirtilli neri, mirtilli blu, Rubus saxatilis, lamponi, camemoro) e funghi.
In autunno e in primavera, molti uccelli migratori si fermano sull'isola che è popolata da lemming e volpi. Le secche intorno all'isola sono un luogo di riposo preferito dalle foche; i beluga sono spesso avvistati nelle acque circostanti.